# Ringbahn w Berlinie
Ringbahn w Berlinie (niem. kolej pierścieniowa, określana też jako Berliner Innenring, BIR) – okrężna linia kolejowa o długości około 37,5 km, otaczająca śródmieście, a także kilka innych dzielnic. Ze względu na kształt na mapie nazywana Hundekopf (niem. psi łeb). Linia jest czterotorowa, dwa wykorzystywane są przez S-Bahn, a pozostałe przez pociągi towarowe. Linia S-Bahn miała połączenia z linią Stadtbahn na zachodzie, w okolicy Westend (zlikwidowane) oraz Halensee (obecnie jednotorowe), na wschodzie poprzez łącznice na stacji Ostkreuz w kierunku Warschauer Straße (północna łącznica wyłączona z użytku).
Budowę trasy zainicjował w 1862 król Prus Wilhelm I. Trasa przebiegała poza ówczesnymi granicami miasta i została otwarta w 1877. W 1929 trasa została zelektryfikowana.
Ringbahn stanowi granicę pomiędzy strefami taryfowymi (A – w obrębie Ringu, B – pomiędzy Ringiem a granicami administracyjnymi miasta) berlińskiej komunikacji miejskiej. Strefa A pokrywa się także ze strefą ekologiczną (Umweltzone), do której wjazd jest zarezerwowany dla samochodów posiadających specjalną plakietkę potwierdzającą spełnianie norm dotyczących zatrucia środowiska.

## Wybrane stacje
- Berlin Jungfernheide
- Berlin Gesundbrunnen
- Berlin Ostkreuz
- Berlin Südkreuz
- Berlin-Schöneberg
- Berlin Westkreuz